# Gudrun Ure
Pour les articles homonymes, voir Ure.
Gudrun Ure est une actrice britannique née le 12 mars 1926 à Milton of Campsie (Écosse) et morte le 12 ou le 14 mai 2024 à Londres. 
Elle est surtout connue en France pour son rôle de « Mamie Casse-Cou » (Super Gran (en)) dans la série du même nom.

## Filmographie

### Télévision
- 1959 : Garry Halliday (série TV) : Jean Wills n° 1 (1959)
- 1985 : Mamie Casse Cou ( Supergran ) (série TV)
- 1993 : Tis' the Season to be Jolly (TV) : Minnie Bannister
- 1996 : The Crow Road (feuilleton TV) : Margot McHoan
- 2000 : Le 10ème Royaume (« The 10th Kingdom ») (feuilleton TV) : Mrs. Murray Senior.

### Cinéma
- 1953 : The Million Pound Note : Renie
- 1953 : 36 Hours (en) : Sister Jenny Miller
- 1954 : Toubib or not Toubib (Doctor in the House) : May
- 1954 : Révolte dans la vallée (Trouble in the Glen) : Dandy Dinmont
- 1954 : Enquête spéciale (The Diamond) : sergent Smith
- 1954 : The Sea Shall Not Have Them : la fiancée de Kirby